# Krishnadeva Raya
Krishnadeva Raya, KrishnaDeva Raya ou Krishnadevaraya (Vijaianagara, 17 de janeiro de 1471 — Vijaianagara, 17 de outubro de 1529) foi monarca do Império Vijaianagara (Reino de Bisnaga nos antigos relatos portugueses) de 1509 a 1529.

## Carreira
Foi o terceiro monarca da dinastia Tuluva e é considerado um dos maiores governantes da história indiana. Governou o maior império da Índia após a queda do sultanato islâmico de Delhi. Presidindo o império em seu apogeu, ele é considerado um ícone por muitos indianos. Krishnadevaraya ganhou os títulos Andhra Bhoja (lit. "Bhoja de Andhra"), Karnatakaratna Simhasanadeeshwara (lit. "Senhor do Trono de Joias de Karnataka"), Yavana Rajya Pratistapanacharya (lit.  ""Estabelecimento do Rei ao Trono de Bahmani""), Kannada Rajya Rama Ramana (lit. "Senhor do Império Kannada"), Gaubrahmana Pratipalaka (lit. "Protetor de Brâmanes e Vacas") e Mooru Rayara Ganda (lit. "Senhor dos Três Reis"). Ele se tornou o governante dominante da península ao derrotar os sultões de Bijapur, Golconda, o Sultanato de Bahmani e os Gajapatis de Odisha, e foi um dos governantes hindus mais poderosos da Índia.
O governo de Krishnadevaraya foi caracterizado pela expansão e consolidação. Esta foi a época em que a terra entre o rio Tungabhadra e Krishna (o Raichur doab) foi adquirida (1512), o governante de Odisha foi subjugado (1514) e severas derrotas foram infligidas ao sultão de Bijapur (1520).
Quando o imperador mogol Babur estava fazendo um balanço dos potentados do norte da Índia, ele classificou Krishnadevaraya como o mais poderoso, com o império mais extenso do subcontinente.  Os viajantes portugueses Domingo Paes e Duarte Barbosa visitaram o Império Vijaianagara durante seu reinado, e seus diários de viagem indicam que o rei não era apenas um administrador capaz, mas também um excelente general, liderando da frente na batalha e até mesmo atendendo aos feridos. Em muitas ocasiões, o rei mudou os planos de batalha abruptamente, transformando uma batalha perdida em vitória. O poeta Mukku Timmanna o elogiou como o 'Destruidor dos Turcos'.  Krishnadevaraya se beneficiou do conselho de seu primeiro-ministro Timmarusu, a quem ele considerava a figura paterna responsável por sua coroação. Krishnadevaraya também foi aconselhado pelo espirituoso Tenali Ramakrishna, que trabalhava em sua corte.